# Vanddværghjort
Vanddværghjorten (latin: Hyemoschus aquaticus) er et lille drøvtyggende dyr, der lever i det centrale Afrika. Den er den største af de ti nulevende dværghjorte-arter.
Usædvanligt for hvirveldyr er hunnen hos vanddværghjorten større end hannen. Hvor hannen typisk vejer omkring 10 kg, vejer hunnen omkring 12 kg. Kropslængden er cirka 85 cm, og skulderhøjden er omkring 35 cm. Vanddværghjorten har en glat pels, der er rødbrun på oversiden og hvid på bugen. På ryggen har den et mønster af hvide striber, der går vandret fra halsen til halen, og hvide striber, der går lodret bagpå. På hoved og hals er der et V-formet mønster. Bagpartiet er udstyret med kraftige muskler i bagbenene og er en anelse højere end forpartiet, hvilket giver hjorten et nedadhældende udseende. Dens ben er relativt korte og tynde, når man sammenholder dem med en mere kompakt krop. Når hjorten går, holder den hovedet nedad, hvilket gør det lettere for den at navigere rundt i de tætte skovområder, hvor den lever.